# Rocznik Traski

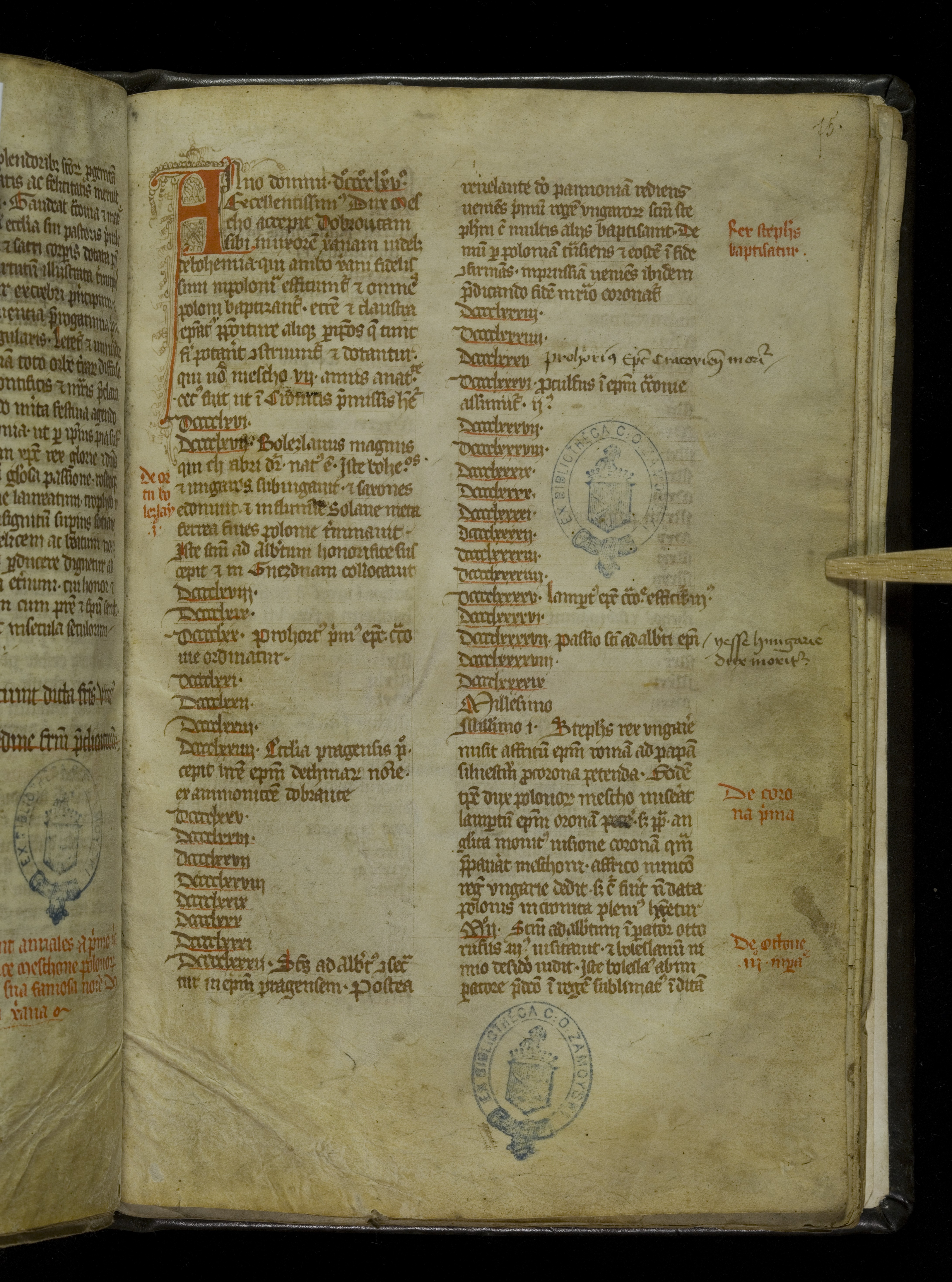
Rocznik Traski w Kodeksie zamojskim

Rocznik Traski lub Rocznik Trzaski – polski rocznik średniowieczny z grupy tzw. roczników małopolskich, obejmujący lata 965–1340. W przeciwieństwie do pozostałych pięciu redakcji Rocznika małopolskiego opuszcza wiadomości z X wieku niedotyczące Polski i rozpoczyna wykaz wydarzeń od ślubu Mieszka z Dobrawą Przemyślidką. Bazowa treść rocznika jest kompilacją źródeł wcześniejszych, przede wszystkim Rocznika kapitulnego krakowskiego nowego, Rocznika cysterskiego i kompilacji franciszkańskiej. Zwłaszcza od roku 1270 Rocznik Traski podaje szersze informacje od innych redakcji Rocznika małopolskiego, w tym o Leszku Czarnym (pod datami 1283, 1285), Przemyśle II (1283, 1288, 1291), Władysławie Łokietku (1289) i o Węgrzech (1279, 1282, 1285). Autorstwo rocznika przypisuje się tytułowemu Trasce. W ostatniej zapisce rocznika z 1340 podana jest informacja, że osoba o tym imieniu uczestniczyła w jego tworzeniu. Był to prawdopodobnie człowiek blisko związany z dworem książęcym w Krakowie. Treść rocznika wskazuje, że mógł być dominikaninem lub mieć dostęp do dziś zaginionego źródła związanego z dominikanami.
Rocznik Traski zachował się w dwóch rękopisach. Pierwszy pochodzi z połowy XIV wieku (przed 1370). Drugi, o mniejszym znaczeniu, datowany jest na XV wiek.